# Tisagronia reedi
Tisagronia reedi är en fjärilsart som beskrevs av Köhler 1944. Tisagronia reedi ingår i släktet Tisagronia och familjen nattflyn. Inga underarter finns listade i Catalogue of Life.